# Кировский государственный медицинский университет
ФГБОУ ВО «Кировский государственный медицинский университет» Минздрава России — крупнейший научно-образовательный и медицинский комплекс Кировской области и Приволжского федерального округа.

## История
Университет был открыт  2 апреля 1987 года, в качестве филиала Пермского государственного медицинского института. Решение об открытии филиала было принято после рабочего визита в Киров правительственной комиссии во главе с министром здравоохранения РСФСР А. И. Потаповым и ректором Пермского медицинского института Е. А. Вагнером. Благодаря огромной поддержке первого секретаря Кировского областного комитета КПСС В. В. Бакатина и заведующего Кировским областным отделом здравоохранения Г. Ф. Шулятьева филиалу были переданы ряд зданий для размещения теоретических и биологических кафедр, административной и хозяйственной служб.
Исполняющим обязанности директора новоиспеченного вуза был назначен директор НИИ гематологии и переливания крови В. А. Журавлёв. Руководству филиала, состоящему в то время из двух человек: директора В. А. Журавлёва и проректора С. Л. Шарыгина, удалось подготовить филиал к первому учебному году за три месяца. Были сформированы первые кафедры, в том числе и лечебного профиля: нормальной анатомии (А. В. Краев), биологии с курсом гистологии (А. В. Молодюк), бионеорганической, биофизической химии с курсом биохимии (П. И. Цапок), детских болезней (Я. Ю. Иллек), хирургических болезней (В. А. Журавлёв), внутренних болезней (Е. В. Бененсон), акушерства и гинекологии (С. А. Дворянский). Благодаря поддержке областного бюро КПСС и облисполкома г. Кирова всем иногородним преподавателям было предоставлено жилье, что позволило в короткие сроки сформировать профессорско-преподавательский состав первого медицинского вуза Вятки.
Наряду с формированием команды были организованы десятки необходимых для образовательной деятельности структурных подразделений: библиотека, виварий, деканаты, учебная часть и т. д.
В сентябре 1987 года учебное заведение распахнуло свои двери для студентов. Обучение проходило на двух факультетах: лечебном и педиатрическом, первым деканом которых был д.м.н. А. В. Молодюк.
В июне 1993 года состоялся первый выпуск врачей и после успешной государственной аттестации в мае 1994 года Правительство Российской Федерации приняло Постановление о создании Кировского государственного медицинского института.
В 1996 году в институте был открыт факультет социальной работы, задачей которого стала подготовка специалистов для учреждений социальной защиты населения, учреждений здравоохранения и образования.
На основании рекомендации аттестационной комиссии Минздрава, в 1999 году институту был присвоен высокий статус — академия.
В 2004 году завершилось строительство 8-этажного учебного корпуса университета на улице Карла Маркса с просторными лекционными классами, уютными кабинетами и современными лабораториями. В нём расположились ректорат, деканаты и теоретические кафедры. Для иногородних студентов были построены три благоустроенных общежития. Окрепла материальная база университета, появились новые лабораторные классы с новейшим оборудованием, сформирован высококвалифицированный коллектив преподавателей.
Впервые в 2009 году прошёл первый набор на специальность «Стоматология».
В 2011 году академией была получена бессрочная лицензия на право осуществления образовательной деятельности.
В конце 2011 года Кировская государственная медицинская академия стала первым вузом в г. Кирове, который получил сертификат соответствия системы менеджмента качества применительно к разработке и предоставлению образовательных услуг по программам довузовского, высшего, послевузовского профессионального образования в соответствии с областью лицензирования и государственной аккредитации.
В 2013 году в Кировской государственной медицинской академии состоялся первый набор на специальности «Клиническая психология» и «Медицинская биохимия».
В 2015 году академия в очередной раз подтвердила высокое качество подготовки специалистов, став Лауреатом Всероссийского конкурса «100 лучших товаров России» в номинации «Услуги в сфере образования». Кроме того, на основании опросов мнений потребителей, проведенных во всех субъектах Российской Федерации, Кировская ГМА стала лауреатом конкурса «Лучшие вузы РФ 2015» и награждена дипломом, а ректор, профессор И. В. Шешунов — Почетной грамотой за высокую профессиональную подготовку студентов.
В 2016 году вуз также стал лауреатом конкурса, кроме того, по результатам мониторинга качества образовательной деятельности вузов, проведенного Министерством образования и науки Российской Федерации и проектом «Социальный навигатор» Университет вошёл в Топ-10 лучших вузов страны, заняв место на первых строчках рейтинга.
Высокие достижения вуза, его признание и авторитет нашли отражение в главном событии 2016 года — приказом Министра здравоохранения учебному заведению был дан статус Университета.

## Современное состояние
Сегодня Кировский государственный медицинский университет — это современный, динамично-развивающийся вуз, успешно интегрирующий научную, образовательную и медицинскую деятельность, это крупнейший научно-образовательный и медицинский комплекс Кировской области, это коллектив высококвалифицированных преподавателей, ученых, врачей.
В университете сформировались известные в стране научные школы: ревматологии (профессора Б. Ф. Немцова), хирургии (профессоров В. А. Журавлева и В. А. Бахтина), педиатрии (профессора Я. Ю. Иллека), акушерства и гинекологии (профессора С. А. Дворянского), социальной медицины, медицинской экологии и гигиены (профессора Б. А. Петрова), неврологии и нейрохирургии (профессора Б. Н. Бейна).
Год за годом университет уверенно расширяет свои «географические границы». В вузе обучаются студенты из различных регионов России и других стран: Судана, Монголии, Вьетнама, Сирии, Пакистана, Перу, Азербайджана, Казахстана, Узбекистана, Украины. В университете открыт Анатомический музей, в котором представлено более 1000 экспонатов.
При Университете работает Музей истории университета, который отражает этапы становления вуза, развитие научных школ, укрепление международного сотрудничества.
Постоянно обновляется материально-техническая база. Студенты занимаются в оборудованных аудиториях, компьютерных классах, оснащенных современной оргтехникой. Научная библиотека университета располагает книжным фондом более 200 тысяч экземпляров, учебной медиатекой и электронной базой данных. Центр манипуляционных навыков позволяет студентам на муляжах оттачивать свое умение ставить уколы, делать искусственное дыхание, массаж сердца и многое другое.
Иногородние студенты Кировской ГМА проживают в 4 комфортабельных общежитиях.
Университет располагает комбинатом питания, собственной типографией, оснащенной современным полиграфическим оборудованием.
Университет активно сотрудничает со всеми областными и муниципальными лечебными учреждениями города Кирова. В структуре университета есть собственная клиника, в состав которой входит стационар терапевтического и неврологического профиля на 100 коек, а также консультативно-диагностическое отделение. Клиника и поликлиника университета оснащены новейшим оборудованием, сделан современный ремонт в палатах, лабораториях и процедурных кабинетах.
Высокое качество подготовки специалистов в Кировской ГМА подтверждалось неоднократно. В октябре 2008 года и декабре 2010 года академия первой среди кировских вузов была удостоена диплома Всероссийского конкурса «100 лучших товаров России» в номинации «Услуги в сфере образования». Кроме того, первой среди медицинских вузов страны была внесена в реестр Российской торгово-промышленной палаты и получила свидетельство о сертификации, подтверждающее высокий уровень профессиональной подготовки выпускников.
Иметь диплом Кировского ГМУ становится все более престижно. Его выпускников, которые стали блестящими практическими врачами, известными учеными, ценят и уважают в регионе и за его пределами. «Искусством и человечностью, трудом и знанием» — это не только девиз Кировского государственного медицинского университета, но и заповедь всех, кто посвящает свою жизнь медицине и самой гуманной профессии на земле — профессии врача.

## Руководство
В 1987 году первым директором учебного заведения стал Журавлёв, Валентин Андреевич. Возглавлял академию до 2002 года.
В 2002 году вуз возглавил д.м.н. профессор В. С. Мельников.
В сентябре 2004 года ректором был избран д.м.н. профессор И. В. Шешунов. В декабре 2007 и в феврале 2013 года переизбран на новый срок.
С декабря 2017 года ректором Университета назначен Лев Михайлович Железнов — Заслуженный работник высшей школы РФ, доктор медицинских наук, профессор.
- Проректор по учебной работе — Евгений Николаевич Касаткин
- Проректор по научной, инновационной работе и связям с практическим здравоохранением — Максим Петрович Разин
- Проректор по административно-хозяйственной работе — Иван Викторович Маслов

## Структура
Кировский государственный медицинский университет — это крупный учебно-научный комплекс по профессиональной подготовке, переподготовке и повышению квалификации специалистов с медицинским образованием, а также научно-педагогических работников высшей квалификации. Также университетом ведутся научные исследования.

### Лечебный факультет
Организован в 1987 году, став, таким образом, родоначальником высшей медицинской школы в городе Кирове.
Лечебный факультет обеспечивает квалифицированными кадрами лечебные, научные и учебные учреждения не только Кировской области, но и всех округов России, стран ближнего и дальнего зарубежья.
В настоящее время факультет является самым мощным подразделением Университета.
Преподавание ведется на 44 кафедрах теоретического и клинического профиля, где работают 47 докторов и 190 кандидатов наук. Показатель остепененности составляет 74,3 %. На факультете трудятся: 1 заслуженный деятель науки Российской Федерации, 3 заслуженных врача Российской Федерации, 2 лауреата Государственной премии, 9 членов российских и зарубежных академий наук. Более 30 заведующих кафедрами и преподавателей награждены почетными грамотами МЗ РФ, более 50 сотрудникам присвоено звание «Отличник здравоохранения», 5 профессоров имеют звание «Почетный работник высшего образования России».
По дисциплинам специальности «Лечебное дело» за последние 5 лет получено 24 патента на изобретения, проведено 169 научно-практических конференций различного уровня.
На лечебном факультете поэтапно изучаются гуманитарные и социально-экономические дисциплины, естественно-научные, математические и медико-биологические дисциплины, и, наконец, профессиональные клинические дисциплины.
Подготовка студентов по теоретическим дисциплинам ведется на базе трёх учебно-лабораторных корпусов. Преподавание клинических дисциплин осуществляется на базе собственной клиники Кировского ГМУ и 20 лечебно-профилактических учреждениях города Кирова, оснащенных современным диагностическим и лечебным оборудованием. За последние годы оснащенность кафедр и клиники Кировского ГМУ специализированным учебным, лабораторным и диагностическим оборудованием существенно возросла.
На кафедрах лечебного факультета сформировались известные в России и за рубежом научно-педагогические школы, прославляющие лечебный факультет своими научными и практическими достижениями в различных областях медицины, в первую очередь в области хирургии печени, кардиологии и кардиохирургии, акушерства и гинекологии, физиологии, офтальмологии и микрохирургии глаза, организации здравоохранения, ревматологии, дерматовенерологии, неврологии и нейрохирургии, инфекционных болезней, психиатрии.
Студенты лечебного факультета активно занимаются в научном студенческом обществе при кафедрах. Кружковцы участвуют в работе научных конференций, проводимых ежегодно, как в Кировском ГМУ, так и в других ВУЗах России и зарубежья. Координирует эту работу Студенческое научное общество (Номус) Кировского ГМУ. Отличники учёбы, активисты СНО и самодеятельности награждаются дипломами, премиями, представляются к назначению именных стипендий Президента РФ, Губернатора Кировской области и др. По результатам обучения за последние 5 лет факультет на 98 % выполняет государственный заказ на подготовку студентов по специальности «Лечебное дело», при этом средняя доля студентов лечебного факультета, отчисленных из академии за год, составляет не более 2 %.
Общее руководство факультетом осуществляет ученый совет лечебного факультета под руководством декана И. А. Частоедовой. За факультетом административно закреплено 18 кафедр.
За годы существования лечебного факультета подготовлено более 4500 врачей. Выпускники Кировского ГМУ успешно работают во всех регионах России, странах ближнего зарубежья, США, Германии, Пакистане, Йемене, Сирии, Палестине, Израиле и многих других странах мира.
Ежегодно оказываются трудоустроенными более 80 % выпускников, а самые лучшие из них продолжают совершенствовать свой профессиональный уровень, обучаясь в интернатуре по 23, в ординатуре по 33 и в аспирантуре по 20 специальностям.

#### Деканат
- Декан — к.м.н. , доцент Иутинский Эдуард Михайлович
- Заместитель декана — Емельянова Дарья Игоревна
- Заместитель декана — Куклина Светлана Анатольевна

#### Кафедры
- Кафедра анатомии
- Кафедра акушерства и гинекологии
- Кафедра госпитальной терапии
- Кафедра госпитальной хирургии
- Кафедра дерматовенерологии
- Кафедра инфекционных болезней
- Кафедра общественного здоровья и здравоохранения с курсом экономики и управления
- Кафедра общей хирургии
- Кафедра офтальмологии
- Кафедра онкологии
- Кафедра пропедевтики внутренних болезней
- Кафедра психиатрии
- Кафедра семейной медицины и поликлинической терапии
- Кафедра сестринского дела
- Кафедра топографической анатомии и оперативной хирургии
- Кафедра травматологии и ортопедии
- Кафедра фармакологии
- Кафедра факультетской терапии

### Педиатрический факультет
Был организован в 1987 году.
Первым деканом лечебного и педиатрического факультетов работал заведующий кафедрой биологии с курсом гистологии профессор, д.м.н. А. В. Молодюк.
С 1988 года по 1990 год деканом педиатрического факультета была доцент кафедры нормальной анатомии, к.м.н. А. В. Курбатова.
С 1990 по 2016 год деканом педиатрического факультета был заведующий кафедрой пропедевтики детских болезней Беляков Владимир Александрович.
С 2016 года факультет возглавлял доктор медицинских наук Максим Петрович Разин. В настоящее время факультет возглавляет кандидат медицинских наук, доцент Ольга Николаевна Любезнова.
Деканат
- Декан — к.м.н., доцент Ольга Николаевна Любезнова
- Заместитель декана — Кузнецова Елена Владиславовна

Кафедры
- Кафедра безопасности жизнедеятельности и медицины катастроф
- Кафедра биологии
- Кафедра внутренних болезней
- Кафедра детской хирургии
- Кафедра иностранных языков
- Кафедра микробиологии и вирусологии
- Кафедра неврологии и нейрохирургии
- Кафедра нормальной физиологии
- Кафедра пропедевтики детских болезней
- Кафедра педиатрии
- Кафедра факультетской хирургии
- Кафедра фтизиатрии
- Кафедра химии

Стоматологический факультет
Был открыт в 2009 году по инициативе ректора Кировской ГМА, профессора И. В. Шешунова.
Основной профессиональной дисциплиной становится «Стоматология», объединившая пропедевтическую, профилактическую, терапевтическую, хирургическую и ортопедическую стоматологию. Кроме того, к числу стоматологических дисциплин относятся «Челюстно-лицевая хирургия», «Детская стоматология» и «Ортодонтия».
Деканат стоматологического факультета прикладывает максимум усилий, чтобы обеспечить высокий уровень подготовки будущих врачей. Показательно, что в качестве дисциплин вариативной части в новом учебном плане утверждены такие дисциплины как «Современные технологии в терапевтической стоматологии», «Современные технологии в хирургической стоматологии», «Современные технологии в ортопедической стоматологии», «Художественная реставрация зубов», «Отбеливание зубов», «Зубное протезирование на имплантатах», «Костнопластические материалы и технологии» и «Периодонтология (консервативное лечение периодонтитов)».
Подготовка учебно-методических материалов проводится с привлечением авторитетных отечественных и зарубежных ученых-медиков, при поддержке головных учреждений стоматологического профиля, таких как Совет ректоров медицинских и фармацевтических вузов России (председатель академик РАМН Г. П. Котельников) и Московский государственный медико-стоматологический университет (ректор, главный стоматолог Минздрава РФ, профессор О. О. Янушевич).
Деканат
Декан — Громова Светлана Николаевна
Кафедры
- Кафедра стоматологии
- Кафедра патологической анатомии
- Кафедра патологической физиологии
- Кафедра судебной медицины и права
- Кафедра гистологии, цитологии и эмбриологии
- Кафедра физической культуры

### Социально-экономический факультет
Был образован 01 октября 2013 года путем объединения факультетов: социальной работы, экспертизы и товароведения и высшего сестринского образования.
Деканат
Декан — Шмакова Людмила Николаевна
Кафедры
- Кафедра гигиены
- Кафедра гуманитарных и социальных наук
- Кафедра психологии и педагогики
- Кафедра социальной работы
- Кафедра товароведения и товарной экспертизы
- Кафедра физики и медицинской информатики

### Факультет иностранных обучающихся
Был основан в 2019 году. Первым деканом была Кипрская Екатерина Викторовна. Специальность - Лечебное дело на английском языке. Там учатся студенты из более чем 40 стран мира.
Деканат
Декан — к.м.н., доцент Суетина Ирина Геннадьевна
Заместитель декана - к.м.н., доцент Шушканова Елена Геннадьевна